# امنیکان (ویسکانسین)
امنیکان، ویسکانسین (به انگلیسی: Amnicon, Wisconsin) یک شهرک در ایالات متحده آمریکا است که در شهرستان داگلاس واقع شده‌است.

## خصوصیات
امنیکان ۱۰۱٫۳ کیلومترمربع مساحت و ۱٬۰۷۴ نفر جمعیت دارد و ۲۹۷ متر بالاتر از سطح دریا واقع شده‌است.